# Gouania hypoglauca
Gouania hypoglauca är en brakvedsväxtart som beskrevs av Paul Carpenter Standley. Gouania hypoglauca ingår i släktet Gouania och familjen brakvedsväxter. Inga underarter finns listade i Catalogue of Life.